# Kolga-Jaani
Kolga-Jaani es una pequeña localidad (alevik) situada en el condado de Viljandi, en el centro de Estonia. Antes de la reforma administrativa de 2017, era el centro administrativo del municipio de Kolga-Jaani. Según datos recientes, la población de Kolga-Jaani es de aproximadamente 417 habitantes. 
Se encuentra ubicado en el centro-este del condado, cerca de la orilla occidental del lago Võrtsjärv.

## Educación
En cuanto a la educación, la Escuela de Kolga-Jaani es una institución de educación básica que atiende a estudiantes desde el primer hasta el noveno grado. En el otoño pasado, la escuela celebró su 335º aniversario, destacando su larga tradición educativa en la región. Actualmente, la escuela cuenta con 66 estudiantes y 36 niños en el jardín de infantes asociado.